# Sergei Yevgenyevich Aleinikov
Sergei Yevgenyevich Aleinikov (tiếng Belarus: Сяргей Яўгенавіч Алейнікаў) (sinh ngày 7 tháng 11 năm 1961 tại Minsk) là một cựu cầu thủ và là huấn luyện viên bóng đá chuyên nghiệp người Belarus. Ông từng chơi cho đội tuyển bóng đá quốc gia Liên Xô, với 77 lần ra sân, ghi 6 bàn thắng trong khoảng thời gian từ 1984 đến 1992, có mặt trong đội hình Liên Xô ở trận chung kết Euro 88, (thua Hà Lan 0-2). Ông còn khoác áo Belarus 4 lần sau khi Belarus tuyên bố độc lập.
Aleinikov bắt đầu chơi cho câu lạc bộ Dinamo Minsk năm 1981 và giành chức vô địch Liên Xô mùa bóng tiếp theo. Ông sang Ý khoác áo Juventus năm 1989, và có được Cúp UEFA và Coppa Italia năm 1990. Ông chuyển sang U.S. Lecce năm 1990, và năm 1992 tới Nhật Bản chơi cho Gamba Osaka. Ông kết thúc sự nghịêp của mình tại câu lạc bộ Thụy Điển IK Oddevold năm 1996.
Tháng 11 năm 2003, để kỉ niệm 50 năm thành lập UEFA, ông được Liên đoàn bóng đá Belarus bầu chọn là Cầu thủ xuất sắc nhất Belarus trong vòng nửa thập kỉ.
Từ tháng 6 năm 2007, ông là huấn luyện viên trưởng câu lạc bộ Ý FC Kras. Con trai ông, Artur, là một tiền vệ, cũng chơi cho câu lạc bộ này.